# Żołudek
Żołudek (biał. Жалудок) – osiedle typu miejskiego na Białorusi, w obwodzie grodzieńskim, w rejonie szczuczyńskim, centrum administracyjne żołudzkiego sowietu osiedlowego; 1300 mieszkańców (2010).
Siedziba parafii prawosławnej (pw. św. Marcina Turowskiego) i rzymskokatolickiej (pw. Wniebowzięcia Najświętszej Maryi Panny).

## Historia
Pierwsze wzmianki o wsi pochodzą z 2. połowy XV wieku. Była ona wówczas własnością wielkiego księcia litewskiego. W 1486 roku miejscowość była już miasteczkiem. W 1490 roku Kazimierz IV Jagiellończyk założył w nim kościół. Do 1567 roku stanowił centrum administracyjne powiatu województwa wileńskiego Wielkiego Księstwa Litewskiego. Stanowił własność Łackich, Sapiehów, Frąckiewiczów. W 1682 roku (według innych źródeł – w 1686) Frąckiewiczowie-Radzimińscy założyli w Żołudku klasztor karmelitów starych. W 1690 roku istniał klucz żołudecki – wielki majątek ziemski na obu brzegach Niemna z pańskim dworem, miasteczkiem, wsiami, ziemiami ornymi i lasami. Liczył on 226 domów i był jednym z największych majątków szlacheckich na Poniemniu. W lutym 1706 roku znajdowała się w nim kwatera główna króla szwedzkiego Karola XII. W XVIII wieku należał do Tyzenhauzów. W 1795 roku, w wyniku III rozbioru Rzeczypospolitej wszedł w skład Imperium Rosyjskiego. Stanowił centrum administracyjne włości powiatu lidzkiego guberni wileńskiej. Od 1835 roku w posiadaniu Uruskich. Ostatnimi właścicielami Żołudka byli książęta Czetwertyńscy, dla których w 1908 roku wzniósł Władysław Marconi pałac.
Po wojnie polsko-bolszewickiej w 1921 roku miasteczko i folwark Żołudek znalazły się w granicach II Rzeczypospolitej, w województwie nowogródzkim, w powiecie lidzkim, stając się siedzibą wiejskiej gminy Żołudek. Miasteczko liczyło wówczas 274 domy mieszkalne, zaś folwark – 14. Ostatnimi polskimi właścicielami byli Czetwertyńscy, w ich rękach dobra te pozostawały do 1939 roku. W wyniku sowieckiej napaści na Polskę, 19 września 1939 roku, Żołudek został zajęty przez Armię Czerwoną. Od 2 listopada 1939 roku w składzie Białoruskiej SRR. W 1940 roku otrzymał status osiedla typu miejskiego i stał się centrum administracyjnym rejonu. W czerwcu 1941 roku zajęty przez wojska niemieckie, 22 lipca włączony do dystryktu Lida w Komisariacie Generalnym Białoruś Komisariatu Rzeszy Wschód.
Podczas okupacji hitlerowskiej, w październiku 1941 roku Niemcy utworzyli getto dla żydowskich mieszkańców. Przebywało w nim około 2000 osób. 9 maja 1942 roku Niemcy zlikwidowali getto, a Żydów zamordowali poza miastem. 
W 1944 roku ponownie zajęty przez wojska sowieckie i włączony do Białoruskiej SRR. Od 1962 roku w rejonie szczuczyńskim, centrum administracyjne sowietu osiedlowego. Od 1991 roku w granicach państwa Białoruś.
W czasie okupacji niemieckiej mieszkająca we wsi rodzina Zadarnowskich udzieliła pomocy Miriam (Maszy) Perewoskiej z d. Trocky, Lily Ganan z d. Perewoska. W 1964 roku Instytut Jad Waszem podjął decyzję o przyznaniu Irenie Zadarnowskiej, a w 2000 roku Stefanowi Zadarnowskiemu tytułu Sprawiedliwych wśród Narodów Świata.

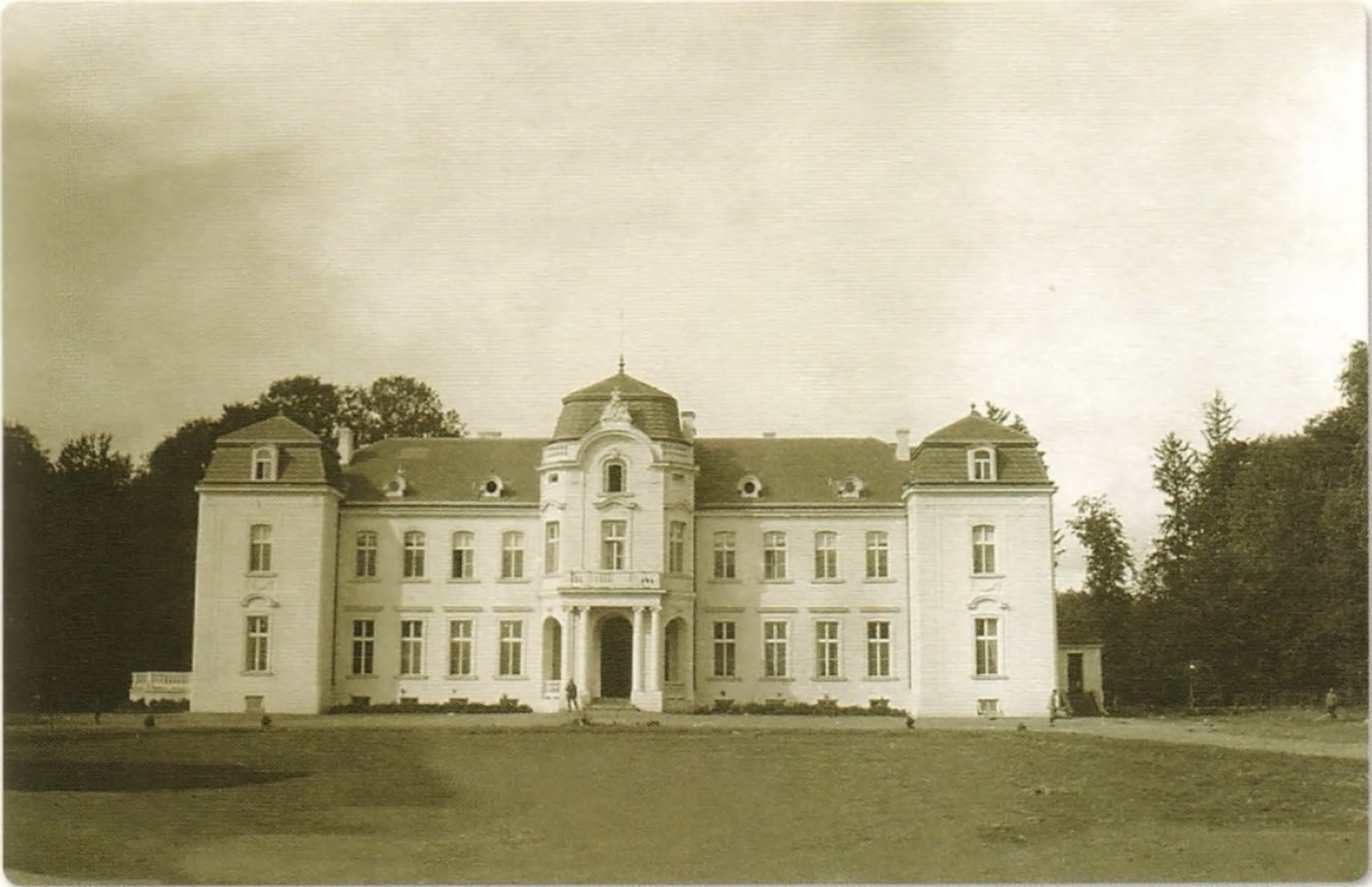
Pałac Czetwertyńskich przed 1914 rokiem

W Żołudku w 1786 urodził się Konstanty Tyzenhauz – polski hrabia, ornitolog, ziemianin, malarz, natomiast w 1836 Walery Antoni Wróblewski – polski działacz rewolucyjno-demokratyczny, dowódca w powstaniu styczniowym, generał Komuny Paryskiej.
Tu także znajduje się grób zmarłego w 1785 Antoniego Tyzenhauza – polskiego działacza społecznego i gospodarczego WKL.

## Demografia
- 1861 – 581 os.
- 2. połowa ХІХ wieku – 674 os.
- 1897 – 1860 os[6].
- 1909 – 1969 os.
- Według spisu powszechnego z 1921 roku, miasteczko Żołudek zamieszkane było przez 1552 osoby, w tym 994 (64%) Polaków, 538 (35%) Żydów i 19 (1%) Białorusinów. Judaizm wyznawało 1053 mieszkańców miasteczka, katolicyzm – 467, prawosławie – 31. Jeden mieszkaniec był ewangelikiem. Z kolei folwark Żołudek zamieszkany był przez 242 osoby, w tym 238 Polaków i 4 Białorusinów. Katolicyzm wyznawało 204 jego mieszkańców, prawosławie – 21, a judaizm – 17[3].
- 2006 – 1,5 tys. os.
- 2007 – 1,4 tys. os.
- 2008 – 1,4 tys. os.

## Zabytki
- Kościół pod wezwaniem Wniebowzięcia Matki Bożej z 1854 r., fundacji Hermancji Uruskiej
- Pałac neobarokowy z 1908 roku zbudowany przez Włodzimierza Czetwertyńskiego według projektu architekta Władysława Marconiego. Pałac stanowi monumentalną dwukondygnacyjna budowlę nakrytą wysokim dachem mansardowym z lukarnami. Obecnie pałac, jak i zabudowania wokół niego pozostają opuszczone i niezagospodarowane, chyląc się stopniowo do ruiny. Zespół pałacowy położony jest na zachód od miejscowości.

## Inne obiekty
- Cerkiew pw. św. Marcina Turowskiego – dawny budynek szpitalny, zaadaptowany na świątynię w 1998 r., zmodernizowany w latach 2002–2008[2].